# Transformers 3.
A Transformers 3. (eredeti cím: Transformers: Dark of the Moon, nemhivatalos fordításban Transformers: A Hold sötétsége) 2011-ben bemutatott egész estés amerikai film, amely a Transformers: A bukottak bosszúja című mozifilm folytatása, és a Transformers-filmek 3. része. A forgatókönyvet Ehren Kruger írta, a filmet Michael Bay rendezte, a zenéjét Steve Jablonsky szerezte, a producere Steven Spielberg volt.
Amerikában és Magyarországon is  2011. június 29-én mutatták be a mozikban.
A fontosabb szereplők ismét visszatértek Mikalea (Megan Fox) kivételével. Sam új barátnőt kapott Rosie Huntington-Whiteley megformálásában, kinek ez az első mozifilmje.

## Cselekmény
Az álcák és az autobotok újra visszatérnek, hogy harcba szálljanak egymással. Az álcák szeretnék megbosszulni a 2009-ben kapott vereségüket. Segít nekik Sentinel (Őrszem fővezér), az exautobotvezér, aki a Cybertron és az alakváltók fennmaradása érdekében az ősidőkben alkut kötött Megatronnal. Sentinel kifejlesztett egy interdimenzionális téridő-közlekedési technológiát, az űrhidat, amelyet csak ő tud irányítani, és amely akár egészen nagy (bolygó méretű) tárgyak utaztatására is képes. Az egykori fővezér a kibertroni háború kitörésekor a Földre indult a Bárka fedélzetén, hogy titokban találkozzon Megatronnal. Az űrhajó azonban a háború forgatagában találatot kapott, és végül a Hold Földdel átellenes (a Földről sohasem látható, „sötét”) oldalába csapódott bele 1961-ben. A NASA műszerei észlelték az idegen járművet, és ennek hatására Kennedy elnök azonnal elrendelte az Apollo–11 Holdra küldését. Az űrhajósok, Aldrin és Armstrong megtalálták a járművet. Ezután azonban az emberpilótás földi űrprogramok szerte a világon lassan elsorvadtak (mint később kiderül, az álcáknak dolgozó ügynökök hatására).
A cselekmény napjainkban folytatódik. Megjelenik a színen az elnök által az álcák elleni harca miatt kitüntetett Sam Witwicky és új barátnője, Carly. Sam állást keres, és végül jelentéktelen postázóként helyezkedik el egy cégnél. Meglehetősen féltékeny Carly-re, mert a nőnek nagyon jó állása van, főnöke, Gould, egy jól menő nagyvállalatot irányít, és arra törekszik, hogy lenyűgözze a nőt. De Sam hamarosan kevéssé ér rá ezzel törődni, ugyanis inzultus éri az egyik nagyon furán viselkedő kollégája, Jerry Wang részéről, aki egy liftben lerohanja, egy vécébe hurcolja, és zavaros előadásba kezd Witwicky előéletéről, a Hold sötét oldaláról, az álcákról, és valami világméretű összeesküvésről. Nem sokkal később kiderül, hogy az álcáknak dolgozott, de szakítani akar velük (ezért kért segítséget Witwicky-től, mert a kormányban és a hatóságokban nem bízik); összekötője, a Lézercsőr nevű madárszerű álca, ezért az irodai emeleti ablakon kihajítva megöli, majd – mivel tanúja volt, hogy felvette a kapcsolatot Witwickyvel – Samet is megpróbálja elpusztítani. Sam a kormány által fenntartott autobotbázisra menekül, magyarázatot kérve, miért akarják ismét megölni az álcák. A bázis vezetője, egy szigorú nőszemély, egyáltalán nem fogadja szívesen a mindenbe belekotnyeleskedő civilt.
Az autobotok is állást találtak: békefenntartókként dolgoznak az amerikai kormány számára, azonkívül természetesen állandóan figyelik az űrt is, újabb álcarajoktól tartva. Miután Optimusz fővezér vezetésével Csernobilba mennek az ukránokkal együttműködve, akik felfedeztek egy alakváltó eredetű tárgyat (a Bárka egyik üzemanyagcelláját – közben megtudhatjuk, hogy a csernobili atomrobbanást az ezzel az energiaforrással kapcsolatos kísérletek okozhatták). A tárgyat a Sokkoló vezette álcák támadása ellenére az autobotok szerzik meg.
Sam és Simmons exügynök hathatós közreműködése nyomán az autobotok tudomást szereznek a Bárka hollétéről. A Földre hozzák a becsapódástól kómába esett Sentinelt, valamint az űrhíd néhány darabját. Optimusz a csak az ő birtokában lévő erő, az Irányítás Mátrixa segítségével újjáéleszti a volt fővezért, majd elindulnak az autobotbázis felé. Az út során pár álca támadja meg őket – azt hiszik, azért, hogy elrabolják Sentinelt, és felhasználják az űrhídját a Föld leigázására (ám kiszabadítani akarják, eddig csak azért kellettek az autobotok, hogy vezérük, az egyedüli, aki képes erre, felélessze Sentinelt – az űrhíd viszont valóban a Föld leigázására kell nekik). Acélfej és csapata visszaveri az álcákat, azonban ekkor Sentinel felfedi, hogy áruló, és megöli Acélfejet, szétkergeti a többieket, majd megrohanja az őrizetlenül maradt bázist, és magával viszi az űrhídból hiányzó, ott tárolt öt részt, melyet az emberek korábbi Hold-expedíciók során hoztak a Földre.
A tárgyat aktiválva egész sereg, addig a Holdon rejtőzködő álca érkezik a Földre, rommá lövik Chicagót, hogy megfélemlítsék az embereket és megakadályozzák az esetleges ellenállást, majd kiderül a tervük: az űrhíd segítségével a Föld mellé teleportálják a háború sújtotta Kibertront, és az emberiséget rabszolgaként dolgoztatva, valamint a földi nyersanyagkészleteket felhasználva újjáépítik. Az álcák közleményt juttatnak el az ENSZ-hez, amelyben azt ígérik, senkinek sem esik további bántódása, amennyiben ezután nem akadályozzák a földi energiakészletekből való részesedésüket, valamint kiadják nekik az autobotokat. Az ENSZ a fenyegetés hatására száműzi az összes autobotot a Földről. Az autobotok elfogadják a döntést, és egy űrsiklóba szállnak, azonban mielőtt elhagynák a Föld légkörét, Üstökös, Megatron álcavezér jobbkeze, váratlanul lecsap és elpusztítja a járművet.
Az álcák ezután lezárják a megszállt nagyvárost, és megkezdik az űrhíd működtetését. Újra Samre és az álcák ellen már többször bizonyító kommandósokra vár a föld megmentése (őket ezúttal nem W. Lennox, hanem Robert Epps vezeti). Sam elsősorban barátnőjét szeretné megmenteni, akit annak az álcákkal együttműködő főnöke, Dylan Gould tart fogva. Sokkoló és a Kibertronról jött harci állata (egy óriási, mechanikus galandféregszerű álca) azonban majdnem elpusztítja a rohamcsapatot. Az utolsó pillanatban érkezik Optimusz és az autobotok segítsége. Mint kiderül, nekik egyáltalán nem állt szándékukban a Földet otthagyni az álcák prédájául, hanem elbújtak az űrsikló egyik indítórakétájában, amely az indítás után azonnal a tengerbe zuhant. Üstökös csak egy üres űrsiklót pusztított el. Az autobotok és az emberek megkezdik a harcot a túlerőben lévő álcákkal. A csatát a két apró autobot (Brains és Wheelie ) fordítja az autobotok javára, akik bejutnak a Bárkára és működésképtelenné teszik az Űrhidat védő automata fegyverrendszereket. Közben Üstökös megtámadja Samet, azonban ő az autobotoktól kapott csúcstechnikás eszközökkel és Űrdongó segítségével elpusztítja óriási ellenfelét; míg Carly Megatronnal kerül szembe, aki, úgy tűnik, nem szándékozik személyesen részt venni a harcban. Carly azonban rávilágít, hogy Megatron másodhegedűs lett Sentinel mellett, aki most már, a harc hevében, valóban úgy kommandírozza az álcákat, mintha ő lenne a vezérük. Carly terve sikerül, és Megatronban ismét a hideg számítás fölé kerekedik a bizalmatlanság, düh és féltékenység. Az álcavezér megtámadja Sentinelt (éppen idejében, ugyanis éppen a legyőzött Optimuszt akarja megölni), kérdőre vonva valódi terveit illetően. Végül, nevető harmadikként, Optimusz (a légierő hathatós közreműködésével) elpusztítja mindkettejüket, Sam pedig leszámol Goulddal (aki a végsőkig kitart az álcák mellett), a Föld tehát megmenekül az álcák újabb gonosz tervétől.

## Szereplők

### Emberek
- Shia LaBeouf mint Sam Witwicky (magyar hangja Markovics Tamás).[2]
- Rosie Huntington-Whiteley mint Carly (magyar hangja Balsai Móni).[3]
- Josh Duhamel mint William Lennox ezredes (magyar hangja Hujber Ferenc), a NEST vezetője.
- Tyrese Gibson mint Robert Epps főtörzsőrmester (magyar hangja Bede-Fazekas Szabolcs), leszerelt NEST-tag.
- John Turturro mint Seymour Simmons ügynök (magyar hangja Kálid Artúr), a megszűnt Hetes szektortól.
- Patrick Dempsey mint Dylan Gould (magyar hangja Rajkai Zoltán), tehetős autógyűjtő, aki az Álcákat segíti.[4]
- Kevin Dunn és Julie White mint Ron és Judy Witwicky (magyar hangjuk Csuja Imre és Kovács Nóra), Sam szülei.[5]
- Glenn Morshower mint Sharp Morshower tábornok (magyar hangja Koroknay Géza), a NEST igazgatója, aki a Pentagonból kommunikál a csapattal.[6]
- Lester Speight mint "Hardcore" Eddie (magyar hangja Galambos Péter), a NEST egykori tagja.[7]
- Josh Kelly mint Stone (magyar hangja Szabó Máté), a NEST egykori tagja.
- Alan Tudyk mint Dutch Gerhardt (magyar hangja Dévai Balázs), Simmons ügynök asszisztense.[8]
- Ken Jeong mint Jerry "Deep" Wang (magyar hangja Szatmári Attila), paranoid szoftverprogramozó Sam munkahelyén.
- John Malkovich mint Bruce Brazos (magyar hangja Mertz Tibor), Sam első főnöke.
- Frances McDormand mint Charlotte Mearing (magyar hangja Kiss Mari), a hírszerzés igazgatója.

### Autobotok
- Peter Cullen mint Optimus Prime (Optimusz fővezér) (magyar hangja Szélyes Imre) – fővezér, járműalakja egy kék Peterbilt 379, vörös lángnyelvekkel.[9]
- Robert Foxworth mint Ratchet (Racsni) (magyar hangja Dézsy Szabó Gábor) – orvos, járműalakja egy Hummer H2 mentőautó. Az előző részekkel ellentétben itt már új zöld festéssel rendelkezik, ezüst mintával oldalán és a motorházán.[10]
- Bumblebee (Űrdongó) – kém, járműalakja egy sárga Chevrolet Camaro GTO.[11]
- Jess Harnell mint Ironhide (Acélfej) (magyar hangja Mihályi Győző) – fegyverszakértő, járműalakja egy fekete GMC Topkick.
- James Remar mint Sideswipe (Csatár) – Ezüst színű Chevrolet Corvette Stingray Speedster Concept.[12]
- Francesco Quinn mint Dino / Mirage (Délibáb)[13] (magyar hangja Schneider Zoltán) – Egy piros olasz Ferrari 458-á alakul át, emellett rendelkezik olasz akcentussal.
- Leonard Nimoy mint Sentinel Prime (Őrszem fővezér) (magyar hangja Rajhona Ádám) – Ex Autobot vezér, járműalakja egy Rosenbauer Panther tűzoltóautó.[14]
- George Coe mint Que (magyar hangja Barbinek Péter) – járműalakja egy kék Mercedes-Benz E550.[15]
- Tom Kenny mint Wheelie (magyar hangja Kossuth Gábor) – Távirányítós autó.
- Reno Wilson mint Brains (Agy) (magyar hangja Epres Attila) – Notebook, Wheelie barátja és Queval rokonságban van (feltehetően). A fegyverét a hátáról veszi le.
- John DiMaggio mint Leadfoot (Padlógáz) (magyar hangja Ganxsta Zolee) – A Rontók (Wreckers) vezetője. Páncélozott, gépágyúkkal ellátott piros NASCAR Chevrolet Impala versenyautó. A Rontók közül a legkisebb, és kék védőszemüvege van.
- Ron Bottitta mint Roadbuster (Útszaggató) (magyar hangja Kolovratnik Krisztián) – A Rontók (Wreckers) egyik tagja. Páncélozott, gépágyúkkal ellátott zöld NASCAR Chevrolet Impala versenyautó. Fel van szerelve még egy láncfűrésszel is, valamint vállán rakétavetők vannak, hasonlóan az első részből ismert Huligánhoz.
- Topspin (Dugóhúzó) – A Rontók (Wreckers) egyik tagja. Páncélozott, gépágyúkkal ellátott kék NASCAR Chevrolet Impala versenyautó.
- Skids (Szán) – Chevrolet Beat, robot alakját nem látjuk a filmben.
- Mudflap (Sárfogó) – Chevrolet Trax, robot alakját nem látjuk a filmben.

### Álcák
- Hugo Weaving mint Megatron (magyar hangja Borbiczki Ferenc) – parancsnok, járműalakja egy rozsdás, tíz kerekes Mack Granite üzemanyag-szállító kamion
- Charles Adler mint Starscream (Üstökös) (magyar hangja Láng Balázs) – járműalakja egy F–22 Raptor vadászrepülőgép.
- Frank Welker mint Shockwave (Sokkoló) (magyar hangja Faragó András) – járműalakja egy Cybertroni tank. A filmben nem látjuk járműalakját.
- Frank Welker mint SoundWave (Fülelő) (magyar hangja Faragó András) – Álca kommunikációs tiszt, járműalakja egy ezüst színű Mercedes-Benz SLS AMG[16]
- Keith Szarabajka mint Laserbeak (Lézercsőr) (magyar hangja Scherer Péter) – Fülelő csatlósa, mechanikus kondor.
- Frank Welker mint Barricade (Barikád) (magyar hangja Faragó András) – Álca felderítő, aki titokzatosan eltűnt a végső csata után az első filmben. Jármű alakja ugyanaz a Ford Mustang rendőrautó, mint akkor volt.
- Greg Berg mint Igor – Őrült kis fej, Megatron szolgája.
- The Driller (Harci féreg) – Óriási, csápos, Cybertroni állat, amit az Alakváltók – hasonlóan a War for Cybertron játékban – közlekedésre és harcra használnak.
- Crowbar (Emelő) – Az Álca Rémek (Dreads) vezetője. Járműalakja egy fekete 2011-es Chevrolet Suburban sürgősségi jármű.
- Crankcase (Forgattyú) – Az Álca Rémek (Dreads) egyik tagja. Járműalakja egy fekete 2011-es Chevrolet Suburban sürgősségi jármű.
- Hatchet (Szekerce) – Egy négylábú Álca Rém (Dreads). Járműalakja egy fekete 2011-es Chevrolet Suburban sürgősségi jármű.
- Devcon (Hosszúlábú álca) – Orosz MAZ-7310 rakétasorozat-vető.
- Scrapper (Boxoló) utánzat – Caterpillar 992 G homokrakodógép.
- Long Haul (Hosszúpofa) utánzat – Caterpillar 773 B óriásdömper.
- Brawl (Huligán) utánzat – M1 Abrams.
- Sideways (Mellékút) utánzat – Audi R8.
- Egyéb álcák, köztük egy olyan, ami egy Mack TerraPro Cabover szemeteskocsi alakját vette fel.

## Magyar változat
A szinkront a Mafilm Audio Kft. készítette. Forgalmazza a UIP-Duna Film.
- Magyar szöveg: Speier Dávid
- Hangmérnök: Tóth Péter Ákos
- Rendezőasszisztens és vágó: Kajdácsi Brigitta
- Gyártásvezető: Fehér József
- Szinkronrendező: Tabák Kata
- Felolvasó: Bozai József
- További magyar hangok: Bodrogi Attila, Bókai Mária, Csankó Zoltán, Dolmány Attila, Endrédi Máté, Fazekas István, Fesztbaum Béla, Forgács Gábor, Haagen Imre, Hegedüs Miklós, Joó Gábor, Juhász Zoltán, Kajtár Róbert, Kapácsy Miklós, Katona Zoltán, Kertész Péter, Kocsis Gergely, Magyar Bálint, Makranczi Zalán, Molnár Zsuzsa, Némedi Mari, Pálfai Péter, Pálmai Szabolcs, Perlaki István, Presits Tamás, Rosta Sándor, Seder Gábor, Szórádi Erika, Tóth Roland, Törköly Levente, Törtei Tünde, Várday Zoltán, Welker Gábor, Zámbori Soma

## Videójáték
Az Activision a következő konzolokra kiadott a film alapján készülő videójátékot: Xbox360, Playstation 3, Wii és Nintendo 3DS, viszont PC-re nem jelent meg. A játékot a Transformers: War for Cybertron-t megalkotó High Moon Studios fejlesztette.

## Díjak és jelölések
- 2012 – Oscar-díj jelölés – legjobb hangkeverés
- 2012 – Oscar-díj jelölés – legjobb hangvágás
- 2012 – Oscar-díj jelölés – legjobb vizuális trükk